# Saison 2011 des Cubs de Chicago
La Saison 2011 des Cubs de Chicago est la 136e saison en ligue majeure pour cette franchise.
Avec 71 victoires et 91 défaites, les Cubs terminent cinquièmes sur six équipes dans la division Centrale de la Ligue nationale.

## Intersaison

### Arrivées

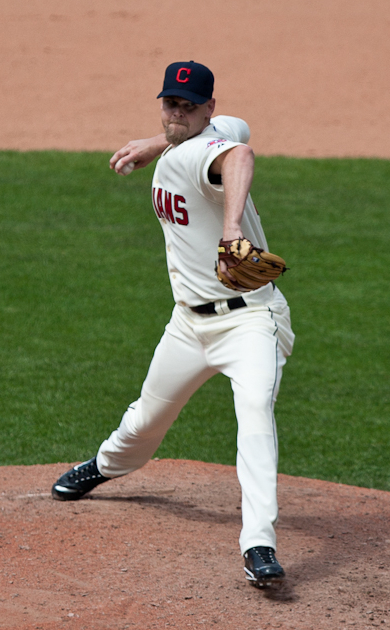
Kerry Wood revient chez les Cubs

Devenu agent libre, le joueur de premier but Carlos Peña signe le 8 décembre 2010 un contrat d'un an pour 10 millions de dollars avec les Cubs.
Le lanceur Kerry Wood revient chez les Cubs. Le 16 décembre, il accepte un contrat de 1,5 million de dollars pour une saison.
Le 8 janvier 2011, Sam Fuld et quatre joueurs des ligues mineures (le voltigeur Brandon Guyer, le receveur Robinson Chirinos, le lanceur droitier Chris Archer et l'arrêt-court Hak-Ju Lee) passent des Cubs aux Rays de Tampa Bay en retour du lanceur droitier Matt Garza, du gaucher Zach Rosscup et du voltigeur Fernando Perez.
Le receveur Max Ramírez rejoint les Cubs le 10 janvier via une procédure de ballottage.
Les Cubs annoncent le 30 janvier la signature de deux jeunes joueurs cubains ayant fait défection : Rubi Silva, joueur de champ extérieur de 21 ans, et Yaniel Cabeza, receveur de 21 ans. Ces deux joueurs évoluaient en équipe nationale junior cubaine et jouaient en club avec les Vaqueros de La Havane.
Le 15 février, les Red Sox de Boston échangent le lanceur Robert Coello aux Cubs en retour du joueur de deuxième but de ligues mineures Tony Thomas.

### Départs
Mitch Atkins, Jeff Gray, Micah Hoffpauir, Xavier Nady deviennent agents libres et quittent le club. Sam Fuld et Tom Gorzelanny sont échangés. Bob Howry prend sa retraite. 
Carlos Silva est libéré de son contrat le 27 mars 2011.

### Cactus League
34 rencontres de préparation sont programmées du 27 février au 30 mars à l'occasion de cet entraînement de printemps 2011 des Cubs. Le seul jour de repos est prévu le 16 février.
Avec 14 victoires et 19 défaites, les Cubs terminent onzièmes de la Cactus League et enregistrent la douzième meilleure performance des clubs de la Ligue nationale.

## Saison régulière

### Classement
| Ligue nationale (Division Centrale) | V  | D   | %    | GB |
| ----------------------------------- | -- | --- | ---- | -- |
| Brewers de Milwaukee                | 96 | 66  | .593 | -  |
| Cardinals de Saint-Louis            | 90 | 72  | .556 | 6  |
| Reds de Cincinnati                  | 79 | 83  | .488 | 17 |
| Pirates de Pittsburgh               | 72 | 90  | .444 | 24 |
| Cubs de Chicago                     | 71 | 91  | .438 | 25 |
| Astros de Houston                   | 56 | 106 | .346 | 40 |

### Résultats

#### Avril
Les Cubs ouvrent leur saison à domicile le 1er avril face aux Pirates de Pittsburgh.

#### Mai
| #  | Date    | Adversaire     | Score | Victoire      | Défaite       | Sauvetage   | Affluence | Bilan |
| -- | ------- | -------------- | ----- | ------------- | ------------- | ----------- | --------- | ----- |
| 27 | 1er mai | @ Diamondbacks | 3 - 4 | Hudson (2-4)  | Coleman (1-2) | Putz (6)    | 26 605    | 12-15 |
| 28 | 2 mai   | @ Dodgers      | 2 - 5 | Kershaw (3-3) | Russell (1-4) | Broxton (7) | 30 239    | 12-16 |
| 29 | 3 mai   | @ Dodgers      |       |               |               |             |           |       |
| 30 | 4 mai   | @ Dodgers      |       |               |               |             |           |       |
| 31 | 6 mai   | Reds           |       |               |               |             |           |       |
| 32 | 7 mai   | Reds           |       |               |               |             |           |       |
| 33 | 8 mai   | Reds           |       |               |               |             |           |       |
| 34 | 10 mai  | Cardinals      |       |               |               |             |           |       |
| 35 | 11 mai  | Cardinals      |       |               |               |             |           |       |
| 36 | 12 mai  | Cardinals      |       |               |               |             |           |       |
| 37 | 13 mai  | Giants         |       |               |               |             |           |       |
| 38 | 14 mai  | Giants         |       |               |               |             |           |       |
| 39 | 15 mai  | Giants         |       |               |               |             |           |       |
| 40 | 16 mai  | @ Reds         |       |               |               |             |           |       |
| 41 | 17 mai  | @ Reds         |       |               |               |             |           |       |
| 42 | 18 mai  | @ Marlins      |       |               |               |             |           |       |
| 43 | 19 mai  | @ Marlins      |       |               |               |             |           |       |
| 44 | 20 mai  | @ Red Sox      |       |               |               |             |           |       |
| 45 | 21 mai  | @ Red Sox      |       |               |               |             |           |       |
| 46 | 22 mai  | @ Red Sox      |       |               |               |             |           |       |
| 47 | 24 mai  | Mets           |       |               |               |             |           |       |
| 48 | 25 mai  | Mets           |       |               |               |             |           |       |
| 49 | 26 mai  | Mets           |       |               |               |             |           |       |
| 50 | 28 mai  | Pirates        |       |               |               |             |           |       |
| 51 | 28 mai  | Pirates        |       |               |               |             |           |       |
| 52 | 29 mai  | Pirates        |       |               |               |             |           |       |
| 53 | 30 mai  | Astros         |       |               |               |             |           |       |
| 54 | 31 mai  | Astros         |       |               |               |             |           |       |

## Draft
La Draft MLB 2011 se tient du 6 au 8 juin 2011 à Secaucus (New Jersey). Les Cubs ont le neuvième choix.

## Affiliations en ligues mineures
| Niveau         | Equipe              | Ligue                   | Manager        | Vic. | Déf. | Classement |
| -------------- | ------------------- | ----------------------- | -------------- | ---- | ---- | ---------- |
| AAA            | Iowa Cubs           | Pacific Coast League    | Bill Dancy     |      |      |            |
| AA             | Tennessee Smokies   | Southern League         | Brian Harper   |      |      |            |
| Advanced A     | Daytona Cubs        | Florida State League    | Buddy Bailey   |      |      |            |
| A              | Peoria Chiefs       | Midwest League          | Casey Kopitzke |      |      |            |
| Short Season A | Boise Hawks         | Northwest League        | Mark Johnson   |      |      |            |
| Rookie         | Arizona League Cubs | Arizona League          | Juan Cabreja   |      |      |            |
| Rookie         | DSL Cubs 1          | Dominican Summer League |                |      |      |            |
| Rookie         | DSL Cubs 2          | Dominican Summer League |                |      |      |            |